# Liste der Baudenkmäler in Hünxe
Die Liste der Baudenkmäler in Hünxe enthält die denkmalgeschützten Bauwerke auf dem Gebiet der Gemeinde Hünxe im Kreis Wesel in Nordrhein-Westfalen (Stand: Juni 2015). Diese Baudenkmäler sind in der Denkmalliste der Gemeinde Hünxe eingetragen; Grundlage für die Aufnahme ist das Denkmalschutzgesetz Nordrhein-Westfalen (DSchG NRW).

| Bild                                                  | Bezeichnung                                                                          | Lage                                                            | Beschreibung | Bauzeit                           | Eingetragen seit | Denkmal- nummer |
| ----------------------------------------------------- | ------------------------------------------------------------------------------------ | --------------------------------------------------------------- | --- | --------------------------------- | ---------------- | --------------- |
| T-förmiges Bauernhaus mit Stallungen und Scheune      | T-förmiges Bauernhaus mit Stallungen und Scheune                                     | Bruckhausen Dinslakener Str. 156 Karte                          | Raashof / Hofanlage 1770. T-förmiges Bauernhaus mit Stallungen und Scheune. | 1770                              | 08.11.1985       | 1               |
| Turmwindmühle                                         | Turmwindmühle                                                                        | Hünxe Krudenburger Straße 6 Karte                               | 1838 erbaute Turmwindmühle in Hünxe. Die Mühle war bis 1964 in Betrieb. 1927 brachen bei einem Sturm die Flügel ab. 1936 entschied man sich für einen Neubau und elektrischen Betrieb. Heute ist die denkmalgeschützte Mühle ein Wohngebäude. | 1838                              | 08.11.1985       | 2               |
| weitere Bilder                                        | Schloss Gartrop                                                                      | Gartrop-Bühl Schlossallee 4 Karte                               | Schloss Gartrop/Schlossanlage | 14. Jh./16. Jh./1665-1675/19. Jh. | 18.11.1985       | 3               |
| Haus Esselt                                           | Haus Esselt                                                                          | Drevenack Otto-Pankok-Weg 4 Karte                               | Haus Esselt/Wohnhaus | 1. Viertel 18. Jh.                | 19.12.1985       | 4               |
| Wohnhaus ehemaliges Pastorat                          | Wohnhaus ehemaliges Pastorat                                                         | Gartrop-Bühl Bühler Stege 1 Karte                               | Altes Pastorat/Wohnhaus |                                   | 10.03.1987       | 5               |
| BW                                                    | Wohnhaus mit Gaststätte                                                              | Bruckhausen Lanter 2 Karte                                      | Wette Hus / Wohnhaus | Um 1700                           | 07.04.1986       | 6               |
| Schlossmühle                                          | Schlossmühle                                                                         | Gartrop-Bühl Schlossallee 2 Karte                               | Schlossmühle/Wassermühle | 15. Jh./18. Jh.                   | 07.04.1986       | 7               |
| Wohnhaus                                              | Wohnhaus                                                                             | Hünxe Dorstener Str. 28 Karte                                   | Kutzers Kath / Wohnhaus. 1807 erbautes Fachwerkhaus. Hier wohnte der Kutscher von Schloss Gartrop. | 18. Jh.                           | 07.04.1986       | 8               |
| Wohnhaus Ehemalige Försterei                          | Wohnhaus Ehemalige Försterei                                                         | Gartrop-Bühl Scheperstr. 21 Karte                               | Neue Försterei / ehem. Försterei | 1881                              | 24.04.1986       | 9               |
| Bauernhaus                                            | Bauernhaus                                                                           | Gartrop-Bühl Aapweg 10 Karte                                    | „Sardemann“(„Benninghof“) Zum Denkmal zählen die umgebenden Freiflächen mit zum Teil altem Baumbestand. | 1854                              | 24.04.1986       | 10              |
| Menzelskath / Wohnhaus                                | Menzelskath / Wohnhaus                                                               | Gartrop-Bühl Riedgarten 4 Karte                                 | Ursprünglich Zimmermannsdeputatkotten. 1772 Beginn des Pachtbuches, um diese Zeit entstand wohl auch das Gebäude. Teilweise Verwendung älteren Fachwerks. | 1772                              | 25.04.1986       | 11              |
| Doppelhaushälfte einer ursprünglichen Arbeiterwohnung | Doppelhaushälfte einer ursprünglichen Arbeiterwohnung                                | Gartrop-Bühl Dorstener Str. 127 (Gahlener Straße 127) Karte     | Ehem. Pächterwohnhaus / Wohnhaus | Nach 1905/vor 1910                | 25.04.1986       | 12              |
| Wohnhaus                                              | Wohnhaus                                                                             | Krudenburg Dorfstr. 4 Karte                                     | 1-geschossiges, giebelständiges Backsteinhaus im Krüppelwalmdach, längsaufgeschlossen. | Um 1850                           | 08.12.1986       | 13              |
| Wohnhaus                                              | Wohnhaus                                                                             | Krudenburg Dorfstr. 6 (Auf dem Dudel 1a) Karte                  | 1-geschossiges, giebelständiges Backsteinhaus mit Krüppelwalmdach, längsaufgeschlossen. | Um 1850                           | 08.10.1986,      | 14              |
| weitere Bilder                                        | Kirchengebäude und Historische Ausstattung des Baudenkmals Evangelische Kirche Hünxe | Hünxe Dorstener Str. 7 Karte                                    | Evangelische Kirche Hünxe mit Hüchtenbruch-Epitaph | ab 13. Jahrhundert                | 30.09.1986       | 15              |
| BW                                                    | Bauerngehöft                                                                         | Hünxe Hardtbergweg 16 Karte                                     | Meesenhof ./. Kieselmosaikboden Mit Kieselmosaik gepflasterter Fußboden. Schachbrettmuster aus dunklen und hellen Steinen. In größerem Mittelfeld ein Stern. | 1790                              | 12.08.1986       | 16              |
| Ehemalige Bürgermeisterei Wohnhaus                    | Ehemalige Bürgermeisterei Wohnhaus                                                   | Gartrop Gahlener Str. 124 Karte                                 | | 18. Jh./1850                      | 12.08.1986       | 17              |
| Alte Försterei Wohnhaus                               | Alte Försterei Wohnhaus                                                              | Gartrop Gahlener Str. 128 Karte                                 | | 1. Hälfte 19. Jh.                 | 12.08.1986       | 18              |
| Wohnhaus                                              | Wohnhaus                                                                             | Dorstener Str. 129 Karte                                        | Doppelhaus Gahlener Straße 127/129 (hier: Nr. 129 = rechte Haushälfte). ursprünglich Arbeiterwohnung. Im Kern eingeschossiges Giebelhaus aus Fachwerk. 17. Jh. | Nach 1905/vor 1910                | 12.08.1986       | 19              |
| Wohnhaus                                              | Wohnhaus                                                                             | Krudenburg Dorfstr. 5 Karte                                     | | um 1850                           | 8.10.1986        | 20              |
|                                                       |                                                                                      |                                                                 | |                                   |                  | 21              |
| BW                                                    | Fingskeskath Wohnhaus                                                                | Bruckhausen An den Höfen 13 Karte                               | | 17. Jh.                           | 08.12.1986       | 22              |
| BW                                                    | Scheune                                                                              | Gartrop-Bühl Pfannhüttenstr. 5 Karte                            | Bei der Fachwerkscheune handelt es sich um ein ehemaliges Hallenhaus des 17. Jh. | 17. Jh.                           | 27.02.1987       | 23              |
| Wohnhaus                                              | Wohnhaus                                                                             | Hünxe Zum Alten Pastorat 2 Karte                                | Altes Pastorat Zweigeschossiges Walmdachhaus aus Backstein mit flachem Rustikaputz. 2. Hälfte 19. Jh. | 1720/1755                         | 19.01.1987       | 24              |
| Kirchengebäude                                        | Kirchengebäude                                                                       | Drevenack Am Kirchplatz Karte                                   | evangelische Kirche Drevenack. Ursprünglich St. Sebastian. Der als Kapelle errichtete Bau wurde erst im 15. Jh. zur Pfarrkirche erhoben. | 12. Jh.                           | 28.01.1987       | 25              |
| BW                                                    | Ehemaliges Schulhaus, jetzt Wohnhaus                                                 | Gahlener Str. 122 Karte                                         | Ursprüngliches Schulhaus. Einstöckiges Backsteinhaus, Unsymmetrische Tür, vier Fensterachsen. | um 1860                           | 02.07.1987       | 26              |
| Haus Schwarzenstein                                   | Haus Schwarzenstein                                                                  | Schwarzensteiner Weg 75 Karte                                   | |                                   | 09.09.1987       | 27              |
| BW                                                    | Ortsfestes Bodendenkmal Hofanlage ehem. Wasserburg Haus Esselt                       | Drevenack Otto-Pankok-Weg 4 Karte                               | Es handelt sich um eine mittelalterliche Hofanlage/Wasserburg, ortsüblich „Haus Esselt“ genannt. Namentlich wird Haus Esselt 1482 und 1491 genannt. Im 17. bzw. 18. Jahrhundert wurde das heutige Haus wahrscheinlich auf den Fundamenten des Vorgängerbaues errichtet. Nach dem derzeitigen Kenntnisstand kann erwartet werden, dass materielle Hinterlassenschaften der Vorgängerbauten und der Grabenanlage als Bodenurkunden im Erdreich erhalten sind und wertvolle Hinweise zur Geschichte von Haus Esselt liefern. |                                   | 23.05.1990       | 28              |
| BW                                                    | Mausoleum                                                                            | Gartrop-Bühl Schlossallee 4 Karte                               | Mausoleum im Osten des Schlosses mit der Jahreszahl 1901. Einschiffiger Giebelbau mit aufwendiger, neuromanischer Außenarchitektur. |                                   | 18.11.1985       | 29              |
| weitere Bilder                                        | Bahnhofsempfangsgebäude                                                              | Drevenack Bahnhofstr. 3 Karte                                   | Bahnhof Drevenack/ehem. Bahnhofempfangsgebäude | um 1874                           | 24.08.1987       | 31              |
| Wohngebäude und Stallung                              | Wohngebäude und Stallung                                                             | Drevenack Bahnhofstr. 1 Karte                                   | ehemaliges Wohngebäude für die Bahnarbeiter | um 1900                           | 24.08.1987       | 32              |
| Fachwerkscheune                                       | Fachwerkscheune                                                                      | Gartrop-Bühl Gahlener Str. 105 Karte                            | Fachwerkscheune | 18. Jh.                           | 26.07.1988       | 33              |
| Bergschule                                            | Bergschule                                                                           | Hünxe Dinslakener Str. 49 Karte                                 | Bergschule/ehem. Schule seit 1992 Heimatmuseum Hünxe. | 1900                              | 12.10.1988       | 34              |
| Backsteinhaus                                         | Backsteinhaus                                                                        | Krudenburg Lippeweg 5 Karte                                     | Wohnhaus | 1845                              | 12.07.1989       | 35              |
| BW                                                    | Gutshof Glückauf                                                                     | Bucholtwelmen Sternweg 140 Karte                                | geschlossene Vierflügel-Hofanlage | 1924-1925                         |                  | 36              |
| Wassermühle Bruckhausen „Alte Mühle“                  | Wassermühle Bruckhausen „Alte Mühle“                                                 | Bruckhausen Zur Alten Mühle 41 Karte                            | Alte Mühle/ehem. Wassermühle mit Nebengebäude | 19. Jh.                           | 14.03.1990       | 37              |
| BW                                                    | Bahnstrecke der Köln-Mindener Eisenbahn Gleiskörper                                  | Wesel bis Hünxe-Drevenack Karte                                 | Das Teilstück Drevenack-Wesel stellt den letzten nahezu original erhaltenen Rest eindeutiger Privatbahn der Köln-Mindener Eisenbahn im Rheinland dar. | vor 1874                          | 22.05.1990       | 38              |
| Haus Krudenburg                                       | Haus Krudenburg                                                                      | Krudenburg Dorfstr. 14 Karte                                    | Wohl im 14. Jahrhundert gegründete 2-teilige Wasserburganlage mit erhaltenen Umfassungsmauern der ehem. Vorburginsel, 2-geschossigem Eckturm | 14. Jh./1664/17. und 18. Jh.      | 23.12.1993       | 39              |
| Wohnhaus                                              | Wohnhaus                                                                             | Krudenburg Dorfstr. 10 Karte                                    | | 1881                              | 15.04.1993       | 40              |
| Jüdischer Friedhof                                    | Jüdischer Friedhof                                                                   | Krudenburg Krudenburger Weg, Nähe der Kreuzung Dorfstraße Karte | |                                   | 06.06.2008       | 41              |